# لوكاس موريرا نيفيس
لوكاس موريرا نيفيس (بالبرتغالية: Lucas Moreira Neves‏) ر. ب. (16 سبتمبر 1925 - 8 سبتمبر 2002) كان أسقفًا وكاردينالًا برازيليًا وعميد مجمع الكرادلة.

## سيرته
ولد في ساو جواو دي هي، ولاية ميناس جرايس، البرازيل. اتخذ نذور الرهبنة البندكتية في 7 مارس 1945 ورُسم كاهنًا في 9 يوليو 1950. عينه البابا بولس السادس أسقفًا مساعدًا لساو باولو في 9 يونيو 1967 وكرسه البابا يوحنا بولس الثاني أسقفًا في 26 أغسطس 1967 وعُين أسقفًا فخريًا لفيرادي ماجوس.
عينه البابا يوحنا بولس الثاني سكرتيرًا لسينودس الأساقفة في الكوريا الرومانية. وفي 9 يوليو 1987 ترك عمله في الكوريا الرومانية وعُين رئيسًا لأساقفة سالفادور، البرازيل.
عُين كاردينالًا-كاهنًا فخريًا لكنيسة القديسين بونيفاسيوس وألكسيوس في روما في 28 يونيو 1988.
شغل بين عامي 1995 و1998 منصب رئيس مؤتمر الأساقفة الوطني في البرازيل. ثم عاد إلى روما ليشغل منصب عميد السينودس في 25 يونيو 1998 ورقي لرتبة كاردينال-أسقف لأسقفية سابينا-بوجيو ميرتيتو إلى أن تقاعد من المنصب في 16 سبتمبر 2000 لتدهور صحته وتوفي في 8 سبتمبر 2002 وعمره 75 سنة.